# 麦溪乡
麦溪乡，是中华人民共和国四川省阿坝藏族羌族自治州若尔盖县下辖的一个乡镇级行政单位。

## 行政区划
麦溪乡下辖以下地区：
俄藏村、幕村、嘎沙村、查科村、泽修村和黑河村。